# رائول بوبادیلا
رائول بوبادیلا (اسپانیایی: Raúl Bobadilla‎؛ زادهٔ ۱۸ ژوئن ۱۹۸۷) بازیکن فوتبال اهل آرژانتین است.
از باشگاه‌هایی که در آن بازی کرده‌است می‌توان به بازل، یانگ بویز برن، بروسیا مونشن‌گلادباخ، گراس‌هاپر زوریخ، آریس سالونیک، باشگاه فوتبال ریور پلاته و آگسبورگ اشاره کرد.